# Dragutin Knezić
Dragutin Knezić (mađ. Károly Knezić) (Veliki Grđevac, 1808. – Arad, 6. listopada 1849.) – hrvatski general u sastavu mađarske vojske, junak, jedan od aradskih mučenika
Rođen je u Velikom Grđevcu kraj Bjelovara, u tadašnjoj Vojnoj krajini 1808. godine. Otac mu je bio vojni časnik u austrijskoj vojski. Majka Borbála Benkö bila je Mađarica.
Školovao se u Grazu. Nakon toga služio je u okolici Varaždina pa u Galiciji. Njegova jedinica pripojena je Mađarima. 
Sudjelovao je u revolucionarnim događajima 1848. i 1849. godine u vojnim akcijama Mađara, koji su se borili za samostalnost. Istakao se junaštvom i vojnim pobjedama u ožujku i travnju 1849. godine. Sudjelovao je u opsadi Budima. Lajos Kossuth planirao ga je imenovati gubernatorom Erdelja, ali nakon nekoliko vojnih poraza, premješten je za zapovjednika pričuvnih snaga kod gornje Tise. Tu je izgubio tokajski prijelaz u bitci s Rusima. Zarobili su ga Rusi zajedno s drugim mađarskim generalima. Pogubljen je zajedno s 13 mađarskih generala u Aradu u današnjoj Rumunjskoj 6. listopada 1849. godine. Mađarska ih smatra herojima te se 6. listopada slavi kao Nacionalni dan sjećanja u Mađarskoj.
U svezi s Knezićevim smaknućem jedna je legenda. Predaja govori da dok je streljački vod smicao mađarske generale, austrijski su zapovjednici u blizini slavili pobjedu nad Mađarima, slom njihove revolucije i pritom se kucali pivskim kriglama. Zbog toga su se Mađari zarekli da se ne će kucati pivskim kriglama sljedećih 150 godina. Premda je tih 150 godina prošlo 1999. godine, i danas se u Mađarskoj smatra nepristojnim kucanje kriglama i bocama.